# Scomposizione di Gordon
In fisica matematica, la scomposizione di Gordon (dal nome di Walter Gordon) della corrente di Dirac è una scissione della corrente di carica o numero di particelle in una parte che deriva dal moto del centro di massa delle particelle e una parte che deriva dai gradienti della densità di spin. Fa un uso esplicito dell'equazione di Dirac e quindi si applica solo alle soluzioni "on-shell" dell'equazione di Dirac.

## Tecnica originale

### Enunciato
Per qualsiasi soluzione {\displaystyle \psi } dell'equazione di Dirac massiva,
{\displaystyle (i\gamma ^{\mu }\nabla _{\mu }-m)\psi =0,}
la corrente Lorentz-covariante {\displaystyle j^{\mu }={\bar {\psi }}\gamma ^{\mu }\psi } può essere espressa come
{\displaystyle {\bar {\psi }}\gamma ^{\mu }\psi ={\frac {i}{2m}}({\bar {\psi }}\nabla ^{\mu }\psi -(\nabla ^{\mu }{\bar {\psi }})\psi )+{\frac {1}{m}}\partial _{\nu }({\bar {\psi }}\Sigma ^{\mu \nu }\psi ),}
dove
{\displaystyle \Sigma ^{\mu \nu }={\frac {i}{4}}[\gamma ^{\mu },\gamma ^{\nu }]}
è il generatore spinoriale delle trasformazioni di Lorentz.
La corrispondente versione nello spazio degli impulsi per soluzioni di onde piane {\displaystyle u(p)} e {\displaystyle {\bar {u}}(p')} che obbedisce
{\displaystyle (\gamma ^{\mu }p_{\mu }-m)u(p)=0}
{\displaystyle {\bar {u}}(p')(\gamma ^{\mu }p'_{\mu }-m)=0,}
è
{\displaystyle {\bar {u}}(p')\gamma ^{\mu }u(p)={\bar {u}}(p')\left[{\frac {(p+p')^{\mu }}{2m}}+i\sigma ^{\mu \nu }{\frac {(p'-p)_{\nu }}{2m}}\right]u(p)~,}
dove
{\displaystyle \sigma ^{\mu \nu }=2\Sigma ^{\mu \nu }.}

### Dimostrazione
Dall'equazione di Dirac segue che
{\displaystyle {\bar {\psi }}\gamma ^{\mu }(m\psi )={\bar {\psi }}\gamma ^{\mu }(i\gamma ^{\nu }\nabla _{\nu }\psi )}
e, dal coniugato dell'equazione di Dirac,
{\displaystyle ({\bar {\psi }}m)\gamma ^{\mu }\psi =((\nabla _{\nu }{\bar {\psi }})(-i\gamma ^{\nu }))\gamma ^{\mu }\psi .}
Sommando queste due equazioni si ottiene
{\displaystyle {\bar {\psi }}\gamma ^{\mu }\psi ={\frac {i}{2m}}({\bar {\psi }}\gamma ^{\mu }\gamma ^{\nu }\nabla _{\nu }\psi -(\nabla _{\nu }{\bar {\psi }})\gamma ^{\nu }\gamma ^{\mu }\psi ).}
Dall'algebra di Dirac, si può dimostrare che le matrici di Dirac soddisfano
{\displaystyle \gamma ^{\mu }\gamma ^{\nu }=\eta ^{\mu \nu }-i\sigma ^{\mu \nu }=\eta ^{\nu \mu }+i\sigma ^{\nu \mu }.}
Usando questa relazione,
{\displaystyle {\bar {\psi }}\gamma ^{\mu }\psi ={\frac {i}{2m}}({\bar {\psi }}(\eta ^{\mu \nu }-i\sigma ^{\mu \nu })\nabla _{\nu }\psi -(\nabla _{\nu }{\bar {\psi }})(\eta ^{\mu \nu }+i\sigma ^{\mu \nu })\psi ),}
che equivale proprio alla decomposizione di Gordon, dopo un po' di calcoli.

### Utilità
La seconda parte della, dipendente dallo spin, parte della corrente accoppiata al campo di fotoni, {\displaystyle -A_{\mu }j^{\mu }} cede, a meno di una divergenza totale trascurabile,
{\displaystyle -{\frac {e\hbar }{2mc}}\partial _{\nu }A_{\mu }{\bar {\psi }}\sigma ^{\nu \mu }\psi =-{\frac {e\hbar }{2mc}}{\tfrac {1}{2}}F_{\mu \nu }{\bar {\psi }}\sigma ^{\mu \nu }\psi ,}
cioè, un termine efficace di momento di Pauli, {\displaystyle -(e\hbar /2mc){\vec {B}}\cdot \psi ^{\dagger }{\vec {\sigma }}\psi } .

## Generalizzazione alle particelle senza massa
Questa scomposizione della corrente in un flusso di numero di particelle (primo termine) e contributo di spin legato (secondo termine) richiede {\displaystyle m\neq 0} .
Se si assume che la soluzione data abbia energia {\displaystyle E={\sqrt {|{\mathbf {k} }|^{2}+m^{2}}}} così che {\displaystyle \psi ({\mathbf {r} },t)=\psi ({\mathbf {r} })\exp\{-iEt\}}, si potrebbe ottenere una scomposizione valida sia per i casi massivi che per quelli senza massa.
Usando ancora l'equazione di Dirac, si trova che
{\displaystyle {\mathbf {j} }\equiv e{\bar {\psi }}{\boldsymbol {\gamma }}\psi ={\frac {e}{2iE}}\left(\psi ^{\dagger }\nabla \psi -(\nabla \psi ^{\dagger })\psi \right)+{\frac {e}{E}}(\nabla \times {\mathbf {S} }).}
dove {\displaystyle {\boldsymbol {\gamma }}=(\gamma ^{1},\gamma ^{2},\gamma ^{3})}, e {\displaystyle {\mathbf {S} }=\psi ^{\dagger }{\hat {\mathbf {S} }}\psi } con {\displaystyle ({\hat {S}}_{x},{\hat {S}}_{y},{\hat {S}}_{z})=(\Sigma ^{23},\Sigma ^{31},\Sigma ^{12}),} così che
{\displaystyle {\hat {\mathbf {S} }}={\frac {1}{2}}\left[{\begin{matrix}{\boldsymbol {\sigma }}&0\\0&{\boldsymbol {\sigma }}\end{matrix}}\right],}
dove {\displaystyle {\boldsymbol {\sigma }}=(\sigma _{x},\sigma _{y},\sigma _{z})} è il vettore delle matrici di Pauli.
Con la densità del numero di particelle identificata con {\displaystyle \rho =\psi ^{\dagger }\psi }, e per una soluzione in onda quasi piana di estensione finita, si può interpretare il primo termine nella scomposizione come l'attuale {\displaystyle {\mathbf {j} }_{\rm {free}}=e\rho {\mathbf {k} }/E=e\rho {\mathbf {v} }}, a causa delle particelle che si muovono a velocità {\displaystyle {\mathbf {v} }={\mathbf {k} }/E} .
Il secondo termine, {\displaystyle {\mathbf {j} }_{\rm {bound}}=(e/E)\nabla \times {\mathbf {S} }} è la corrente dovuta ai gradienti nella densità di momento magnetico intrinseca. Il momento magnetico stesso si trova integrando per parti per mostrare che
{\displaystyle {\boldsymbol {\mu }}={\frac {1}{2}}\int {\mathbf {r} }\times {\mathbf {j} }_{\rm {bound}}\,d^{3}x={\frac {1}{2}}\int {\mathbf {r} }\times \left({\frac {e}{E}}\nabla \times {\mathbf {S} }\right)\,d^{3}x={\frac {e}{E}}\int {\mathbf {S} }\,d^{3}x~.}
Per una singola particella massiccia nel suo sistema di riferimento di riposo, dove {\displaystyle E=m}, il momento magnetico si riduce a
{\displaystyle {\boldsymbol {\mu }}_{\rm {Dirac}}=\left({\frac {e}{m}}\right){\mathbf {S} }=\left({\frac {eg}{2m}}\right){\mathbf {S} }.}
dove {\displaystyle |{\mathbf {S} }|=\hbar /2} e {\displaystyle g=2} è il valore di Dirac del rapporto giromagnetico.
Per una singola particella priva di massa che obbedisce all'equazione di Weyl destrorsa, lo spin-1/2 è fissato nella direzione {\displaystyle {\hat {\mathbf {k} }}} del suo momento cinetico e il momento magnetico diventa
{\displaystyle {\boldsymbol {\mu }}_{\rm {Weyl}}=\left({\frac {e}{E}}\right){\frac {\hbar {\hat {\mathbf {k} }}}{2}}.}

## Densità di momento angolare
Sia per il caso massivo sia per quello senza massa, si ha anche un'espressione per la densità di momento come parte del tensore simmetrico di Belinfante-Rosenfeld stress-energia
{\displaystyle T_{\rm {BR}}^{\mu \nu }={\frac {i}{4}}({\bar {\psi }}\gamma ^{\mu }\nabla ^{\nu }\psi -(\nabla ^{\nu }{\bar {\psi }})\gamma ^{\mu }\psi +{\bar {\psi }}\gamma ^{\nu }\nabla ^{\mu }\psi -(\nabla ^{\mu }{\bar {\psi }})\gamma ^{\nu }\psi ).}
Usando l'equazione di Dirac si può valutare {\displaystyle T_{\rm {BR}}^{0\mu }=({\mathcal {E}},{\mathbf {P} })} per trovare la densità di energia per essere {\displaystyle {\mathcal {E}}=E\psi ^{\dagger }\psi }, e la densità di quantità di moto,
{\displaystyle {\mathbf {P} }={\frac {1}{2i}}\left(\psi ^{\dagger }(\nabla \psi )-(\nabla \psi ^{\dagger })\psi \right)+{\frac {1}{2}}\nabla \times {\mathbf {S} }.}
Se si usa il tensore canonico energia-impulso non simmetrico
{\displaystyle T_{\rm {canonico}}^{\mu \nu }={\frac {i}{2}}({\bar {\psi }}\gamma ^{\mu }\nabla ^{\nu }\psi -(\nabla ^{\nu }{\bar {\psi }})\gamma ^{\mu }\psi ),}
non si troverebbe il contributo spin-momento legato.
Mediante un'integrazione per parti si trova che il contributo di spin al momento angolare totale è
{\displaystyle \int {\mathbf {r} }\times \left({\frac {1}{2}}\nabla \times {\mathbf {S} }\right)\,d^{3}x=\int {\mathbf {S} }\,d^{3}x.}
Questo è ciò che ci si aspetta, quindi è necessaria la divisione per 2 nel contributo di spin alla densità di momento. L'assenza di una divisione per 2 nella formula per la corrente riflette il {\displaystyle g=2} rapporto giromagnetico dell'elettrone. In altre parole, un gradiente di densità di spin è due volte più efficace nel creare una corrente elettrica quanto nel contribuire alla quantità di moto lineare.

## Spin nelle equazioni di Maxwell
Motivato dalla forma vettoriale di Riemann-Silberstein delle equazioni di Maxwell, il fisico Michael Berry usa la strategia di Gordon per ottenere espressioni gauge-invarianti per la densità di momento angolare di spin intrinseco per le soluzioni delle equazioni di Maxwell.
Assume che le soluzioni siano monocromatiche e usa le espressioni del fasore {\displaystyle {\mathbf {E} }={\mathbf {E} }({\mathbf {r} })e^{-i\omega t}}, {\displaystyle {\mathbf {H} }={\mathbf {H} }({\mathbf {r} })e^{-i\omega t}} . La media temporale della densità di moto del vettore di Poynting è quindi data da
{\displaystyle {\begin{aligned}\langle \mathbf {P} \rangle &={\frac {1}{4c^{2}}}[{\mathbf {E} }^{*}\times {\mathbf {H} }+{\mathbf {E} }\times {\mathbf {H} }^{*}]\\&={\frac {\epsilon _{0}}{4i\omega }}[{\mathbf {E} }^{*}\cdot (\nabla {\mathbf {E} })-(\nabla {\mathbf {E} }^{*})\cdot {\mathbf {E} }+\nabla \times ({\mathbf {E} }^{*}\times {\mathbf {E} })]\\&={\frac {\mu _{0}}{4i\omega }}[{\mathbf {H} }^{*}\cdot (\nabla {\mathbf {H} })-(\nabla {\mathbf {H} }^{*})\cdot {\mathbf {H} }+\nabla \times ({\mathbf {H} }^{*}\times {\mathbf {H} })].\\\end{aligned}}}
dove nel passaggio dalla prima alla seconda e terza riga si sono usate le equazioni di Maxwell, e in espressioni come {\displaystyle {\mathbf {H} }^{*}\cdot (\nabla {\mathbf {H} })} il prodotto scalare è tra i campi in modo che il carattere vettoriale sia determinato da {\displaystyle \nabla }.
Siccome
{\displaystyle \mathbf {P} _{\rm {tot}}=\mathbf {P} _{\rm {libera}}+\mathbf {P} _{\rm {legata}},}
e per un fluido con densità di momento angolare intrinseca {\displaystyle {\mathbf {S} }} noi abbiamo
{\displaystyle \mathbf {P} _{\rm {legata}}={\frac {1}{2}}\nabla \times {\mathbf {S} },}
queste identità suggeriscono che la densità di spin può essere identificata come
{\displaystyle \mathbf {S} ={\frac {\mu _{0}}{2i\omega }}\mathbf {H} ^{*}\times \mathbf {H} }
o come
{\displaystyle \mathbf {S} ={\frac {\epsilon _{0}}{2i\omega }}\mathbf {E} ^{*}\times \mathbf {E} .}
Le due decomposizioni coincidono quando il campo è parassiale. Essi coincidono anche quando il campo è uno stato di elicità puro, cioè quando {\displaystyle \mathbf {E} =i\sigma c\mathbf {B} } dove l'elicità {\displaystyle \sigma } prende i valori {\displaystyle \pm 1} per la luce che è rispettivamente polarizzata circolarmente verso destra o verso sinistra. In altri casi possono differire.